# Ernst Tschickert

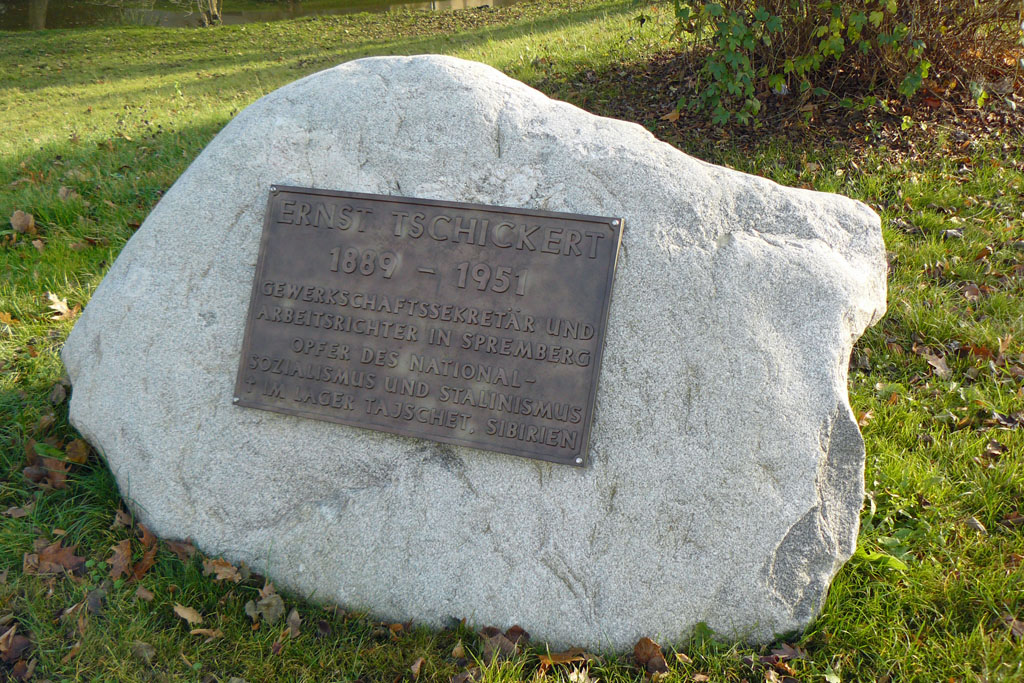
Gedenkstein für Ernst Tschickert

Ernst Tschickert (* 29. August 1889 in Berlin; † 24. Dezember 1951 im sibirischen Straflager in Tajschet) war ein deutscher Widerstandskämpfer.

## Leben
Ernst Tschickert besuchte von 1897 bis 1903 eine Gemeindeschule in Berlin-Kreuzberg und erlernte danach den Beruf eines Kunstschlossers. Bereits in jungen Jahren wurde er Mitglied der SPD sowie aktiver Gewerkschafter. Im Alter von 18 Jahren trat er in den Deutschen Metallarbeiter-Verband (DMV) ein. Zudem nahm er an Kursen der Berliner Arbeiterbildungsschule teil. Während des Ersten Weltkriegs trat Tschickert in die USPD ein. Zuvor war er 1916 wegen Kritik an der Burgfriedenspolitik aus der SPD ausgetreten.
Nach Ende des Krieges zog er nach der Novemberrevolution von Berlin nach Cottbus, um in der Lausitz die Gewerkschaftsarbeit unter den Metallarbeitern zu organisieren. Zugleich übernahm Tschickert in Cottbus Funktionen im Allgemeinen Deutschen Gewerkschaftsbund (ADGB). 1922 schloss sich Tschickert wieder der SPD an. Zuvor hatte er noch für die USPD zum Reichstag (1921) und für den Preußischen Landtag kandidiert, wurde jedoch nicht gewählt. Etwa 1929 zog Ernst Tschickert dann mit seiner Frau Martha Tschickert, geborene Küster, und deren Töchtern aus erster Ehe, Ella und Irma, nach Spremberg. Auch hier war er, wie schon in Cottbus, für den SPD-Ortsverein und den freigewerkschaftlichen DMV tätig, in dem er mehrere Funktionen übernahm.
Am 2. Mai 1933 musste Tschickert im Zusammenhang mit der Zerschlagung der Gewerkschaften seine Anstellung als Arbeitersekretär aufgeben. Tschickert engagierte sich ab 1933 aktiv im illegalen Widerstand gegen den Nationalsozialismus. Am 22. Juni 1933 nahm die Polizei Tschickert fest und überführte ihn in das KZ Sonnenburg, aus dem er im August 1933 entlassen wurde. Weitere kurze Haftzeiten wegen des Verdachts der „Vorbereitung auf Hochverrat“ erfolgten im Oktober 1933 und im Januar 1934. Tschickert beteiligte sich weiterhin im Widerstand in einer Widerstandsgruppe, die die Namen „Lausitz“ und „Pfadfinder“ trug. Vor allem verteilte die Gruppe illegale sozialdemokratische Flugblätter, in denen gegen das NS-Regime agitiert wurde.
Am 16. Oktober 1935 wurden Ernst Tschickert und seine Frau Martha im Zusammenhang mit ihrer Widerstandsarbeit durch die Gestapo verhaftet und am 10. Februar 1937 zu zweieinhalb bzw. fünf Jahren Zuchthaus verurteilt. Nachdem er zunächst für kurze Zeit im Zuchthaus Plötzensee inhaftiert war, saß Tschickert von März 1937 bis Ende September 1938 im Zuchthaus Brandenburg und von Ende September 1938 bis November 1940 im Zuchthaus Amberg ein. Ab dem 20. Februar 1941 wurde Tschickert im KZ Sachsenhausen unter der Häftlingsnummer 36197 in Schutzhaft genommen. Im April 1945 wurden er und andere Häftlinge, die sich auf einem so genannten Todesmarsch vor den anrückenden Truppen der Alliierten befanden, in Mecklenburg befreit. Auch die Ehefrau Martha war in mehreren Haftstätten, unter anderem im KZ Lichtenburg und im KZ Ravensbrück.
Nach Ende des Zweiten Weltkriegs war Ernst Tschickert im Magistrat der Stadt Spremberg und ab dem 31. Mai 1945 Leiter der örtlichen Stadtpolizei. Tschickert gehörte im Juni 1945 zu den Mitbegründern des neuen SPD-Ortsvereins Spremberg und wurde auch dessen Erster Vorsitzender. Im März 1946 kam es zur Zwangsvereinigung von SPD und KPD zur SED. Für einen Vorsitz in der neu geschaffenen SED stellte sich Tschickert nicht zur Verfügung. Auch ein Angebot, die Stelle des Landrates zu übernehmen, lehnte er ab.
Ab 1. Juni 1946 war er Leiter des neu geschaffenen Kreisarbeitsgerichtes im Spremberger Schloss. Mit der Kommunalwahl am 15. September 1946 wurde er Spremberger Stadtverordneter und Vorsitzender des Verwaltungs- und Finanzausschusses der Stadt. Am 20. Oktober 1946 wurde Tschickert Mitglied des Kreistages und übernahm dort die Aufgaben des Vorsitzenden der SED-Fraktion und wurde Mitglied des Rates des Kreises.
Durch seine berufliche Tätigkeit aber auch durch private Bindungen besuchte Ernst Tschickert in den folgenden Monaten oft Berlin, in der es durch den Viermächtestatus geschützt, nach wie vor SPD-Ortsvereine gab.
In der Nacht des 30. September 1949 wurde Ernst Tschickert durch Mitarbeiter des sowjetischen Ministeriums für Staatssicherheit MGB unter falschen Beschuldigungen in seiner Wohnung verhaftet. Laut diesen Beschuldigungen soll Tschickert seine Reisen nach Berlin dazu genutzt haben, Verbindungen zur in Berlin-Charlottenburg ansässigen Außenstelle des SPD-Ostbüros aufgenommen zu haben. Diese Außenstelle wurde nach der Zwangsvereinigung von KPD und SPD von der sowjetischen Besatzungsmacht als Spionagezentrum des Westens angesehen.
Zur Untersuchungshaft wurde Tschickert in das MGB-Gefängnis nach Potsdam gebracht und im Sommer 1950 in die Sowjetunion überstellt. Am 28. Juni 1950 wurde er zu 15 Jahren Haft im sibirischen Arbeits- und Besserungslager Nummer 7 Ozernyj in Tajschet verurteilt und zur Zwangsarbeit herangezogen. Dort starb er auf Grund der herrschenden Verhältnisse, offiziell durch einen Unfall, am 24. Dezember 1951 im Alter von 62 Jahren.
Am 11. Juni 2002 wurde Ernst Tschickert durch den Militärhauptstaatsanwalt Russlands, vertreten durch den Oberst der Justiz Leonid P. Kopalin, in vollem Umfang rehabilitiert.
Am 29. August 2009 wurde auf Antrag des SPD-Fraktion der Spremberger Stadtverordneten zu Ehren Ernst Tschickerts ein Teil des Spremberger Schlossbezirkes in Ernst-Tschickert-Platz umbenannt und zum Gedenken ein Findling mit einer Gedenktafel an dieser Stelle eingeweiht.

## Sonstiges
- Zu den Vorgängen um Ernst Tschickert fanden sich weder im Stadtarchiv noch in Archiven der Stadtverwaltung, entsprechend den damaligen Gegebenheiten, keinerlei Aufzeichnungen.
- Sein Bestattungsort ist bis heute unbekannt.